# Britanniagletsjer
De Britanniagletsjer is een gletsjer in Nationaal park Noordoost-Groenland in het oosten van Groenland. 
De gletsjer is vernoemd naar Britannia.

## Geografie
De gletsjer is noordwest-zuidoost georiënteerd en heeft een lengte van meer dan 20 kilometer. Ze mondt in het zuidoosten uit in Britannia Sø, een gletsjermeer dat tegen de Storstrømmengletsjer aan ligt. Aan de zuidzijde van de Britanniagletsjer ligt een klein gletsjermeer waarop de Admiraltygletsjer uitmondt.
De Britanniagletsjer wordt gevoed door de ten noorden van de gletsjer gelegen Suzannegletsjer.
Op ongeveer tien kilometer naar het westen ligt de Hastingsgletsjer, ten oosten van de gletsjer aan de oostkant van de Storstrømmengletsjer ligt de tak van de Sælsøgletsjer en meer dan tien kilometer naar het zuidwesten ligt de Sunderlandgletsjer.